# ستيف ماكوين (مخرج)
ستيف ماكوين (بالإنجليزية: Steve McQueen)‏ مواليد 9 أكتوبر 1969 في إنجلترا هو مخرج أفلام بريطاني و كاتب سيناريو.

## أفلام أخرجها
- Hunger
- Shame
- 12 Years a Slave

## روابط خارجية
- ستيف ماكوين على موقع IMDb (الإنجليزية)
- ستيف ماكوين على موقع الموسوعة البريطانية (الإنجليزية)
- ستيف ماكوين على موقع مونزينجر (الألمانية)
- ستيف ماكوين على موقع قاعدة بيانات الأفلام العربية
- ستيف ماكوين على موقع ألو سيني (الفرنسية)
- ستيف ماكوين على موقع أول موفي (الإنجليزية)
- ستيف ماكوين على موقع بوكس أوفيس موجو (الإنجليزية)
- ستيف ماكوين على موقع قاعدة بيانات الأفلام السويدية (السويدية)
- ستيف ماكوين على موقع ديسكوغز (الإنجليزية)
- ستيف ماكوين على موقع قاعدة بيانات الفيلم (الإنجليزية)